# Магриб (молитва)

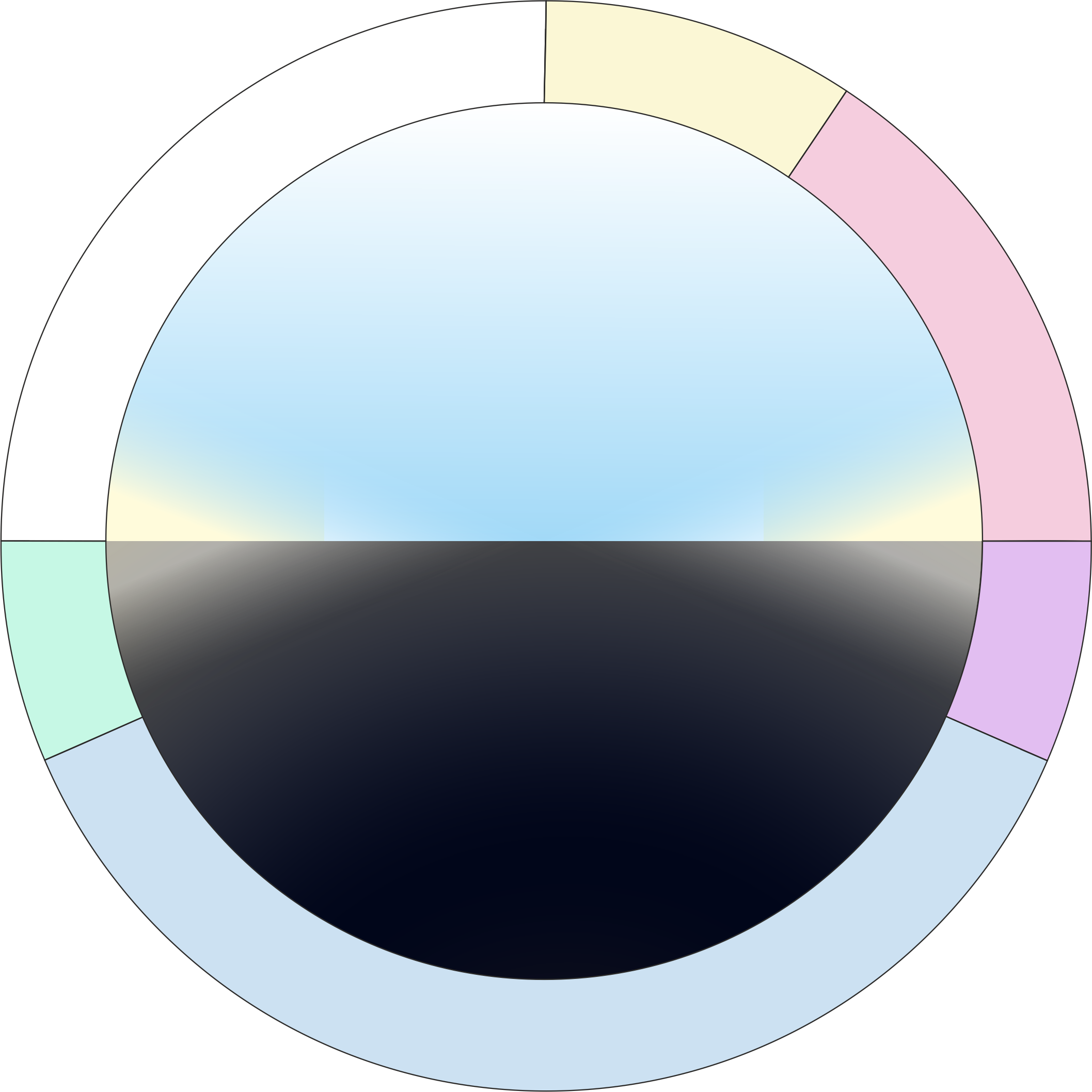
Иша
Фаджр
Зухр
Аср
Магриб

Магриб (араб. صلاة المغرب‎) — вечерняя молитва в исламе, совершаемая после захода солнца.
Четвёртая по счёту из пяти обязательных ежедневных молитв совершаемая мусульманами. Пять ежедневных молитв в совокупности образуют второй из Пяти столпов ислама. Состоит из трёх ракаатов, в первых двух из которых суры из Корана произносятся вслух. Также после обязательной молитвы магриб мусульманам желательно совершить двухракаатный суннат-намаз. Персофоны называют этот намаз «шом», некоторые тюрки «ахшам».
Время
Промежуток времени для совершения Магриб очень короткий (на низких широтах, где солнце заходит очень быстро), поэтому особенно не рекомендуется откладывать её совершение. Во время Рамадана призыв на Магриб означает окончание поста. В графиках времен намазов в графе «Магриб» также обычно указывают «Ифтар», то есть начало разговения.
Период времени, в течение которого должна быть совершена молитва Магриб следующее:
- время начала молитвы наступает после окончания времени предвечерней молитвы аср, то есть когда солнце полностью зайдёт ниже горизонта;
- время окончания молитвы наступает перед началом ночной молитвы иша, то есть когда наступает полная темнота и с неба исчезла краснота[2].